# Jitzchak-Rabin-Zentrum

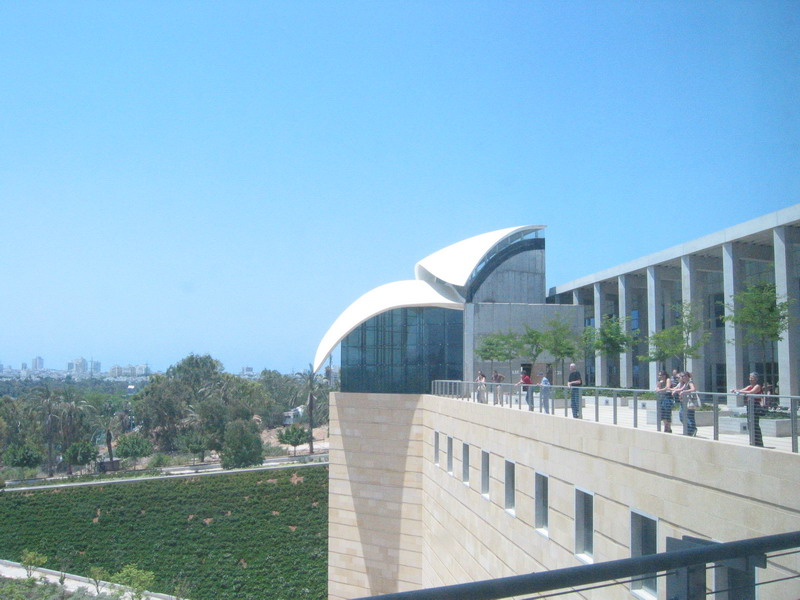
Jitzchak-Rabin-Zentrum

Das Jitzchak-Rabin-Zentrum (hebräisch מרכז יצחק רבין לחקר ישראל, englisch Yitzhak Rabin Center) ist eine Bibliothek und Forschungszentrum in Tel Aviv, Israel, zur Erinnerung an den ermordeten israelischen Ministerpräsidenten Jitzchak Rabin.
Das eigens zu diesem Zweck errichtete Bauwerk wurde vom israelischen Architekten Mosche Safdie entworfen. Es befindet sich auf einem Hügel mit Blick auf den Jarkon-Park. Die Einweihungsfeier fand im November 2005 am zehnten Jahrestag der Ermordung Rabins statt.
Im Januar 2010 wurde im Zentrum das Israelische Museum eröffnet, in der Exponate zur Geschichte der Gesellschaft, Demokratie und dem Leben von Rabin gezeigt werden.